# Dvorce (Sedlec-Prčice)
Dvorce jsou část města Sedlec-Prčice v okrese Příbram ve Středočeském kraji. Nachází se asi čtyři kilometry východně od Prčic. Částí města protéká Záběhlický potok. Je zde evidováno 11 adres. V roce 2011 zde trvale žilo dvacet obyvatel.
Dvorce leží v katastrálním území Dvorce u Sedlce o rozloze 5,14 km². V katastrálním území Dvorce u Sedlce leží i Rohov, Staré Mitrovice, Víska a Záběhlice.

## Historie
První písemná zmínka o vesnici pochází z roku 1459.

## Obyvatelstvo
| Rok            | 1869 | 1880 | 1890 | 1900 | 1910 | 1921 | 1930 | 1950 | 1961 | 1970 | 1980 | 1991 | 2001 | 2011 | 2021 |
| -------------- | ---- | ---- | ---- | ---- | ---- | ---- | ---- | ---- | ---- | ---- | ---- | ---- | ---- | ---- | ---- |
| Počet obyvatel | 96   | 90   | 79   | 73   | 71   | 76   | 75   | 36   | 44   | 39   | 37   | 23   | 16   | 20   | 21   |
| Počet domů     | 14   | 14   | 14   | 14   | 14   | 14   | 13   | 15   | 15   | 11   | 10   | 11   | 11   | 12   | 12   |

## Obecní správa
Při sčítání lidu v letech 1850–1979 Dvorce byly osadou obce Přestavlky, se kterým patřily nejprve do okresu Sedlčany, ale od roku 1960 v okrese Benešov. Od 1. ledna 1980 jsou částí města Sedlec-Prčice v okrese Benešov. Od 1. ledna 2007 vesnice přešla spolu s městem Sedlec-Prčice z okresu Benešov do okresu Příbram.

## Další fotografie

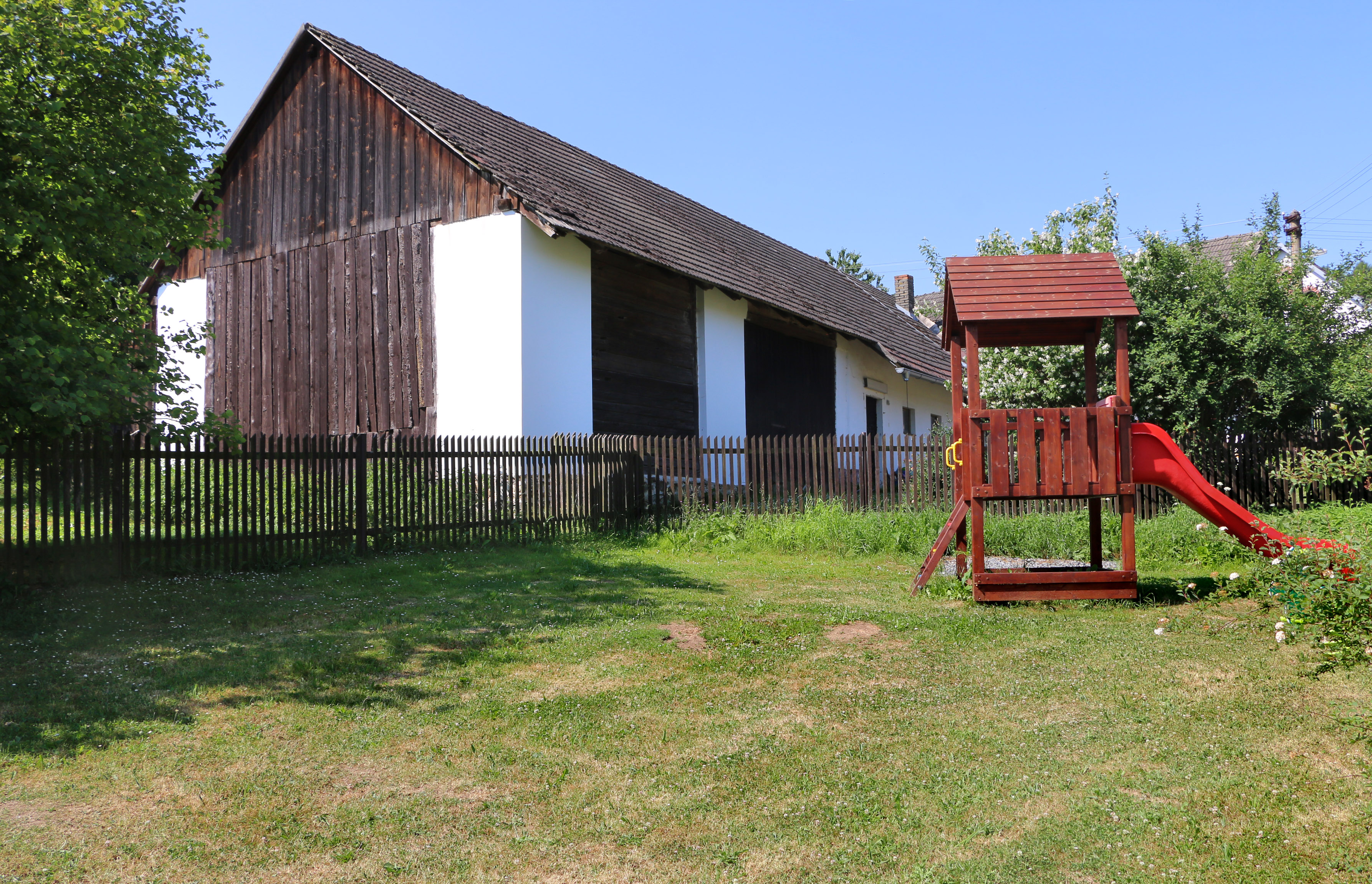
Stodola a dětské hřiště
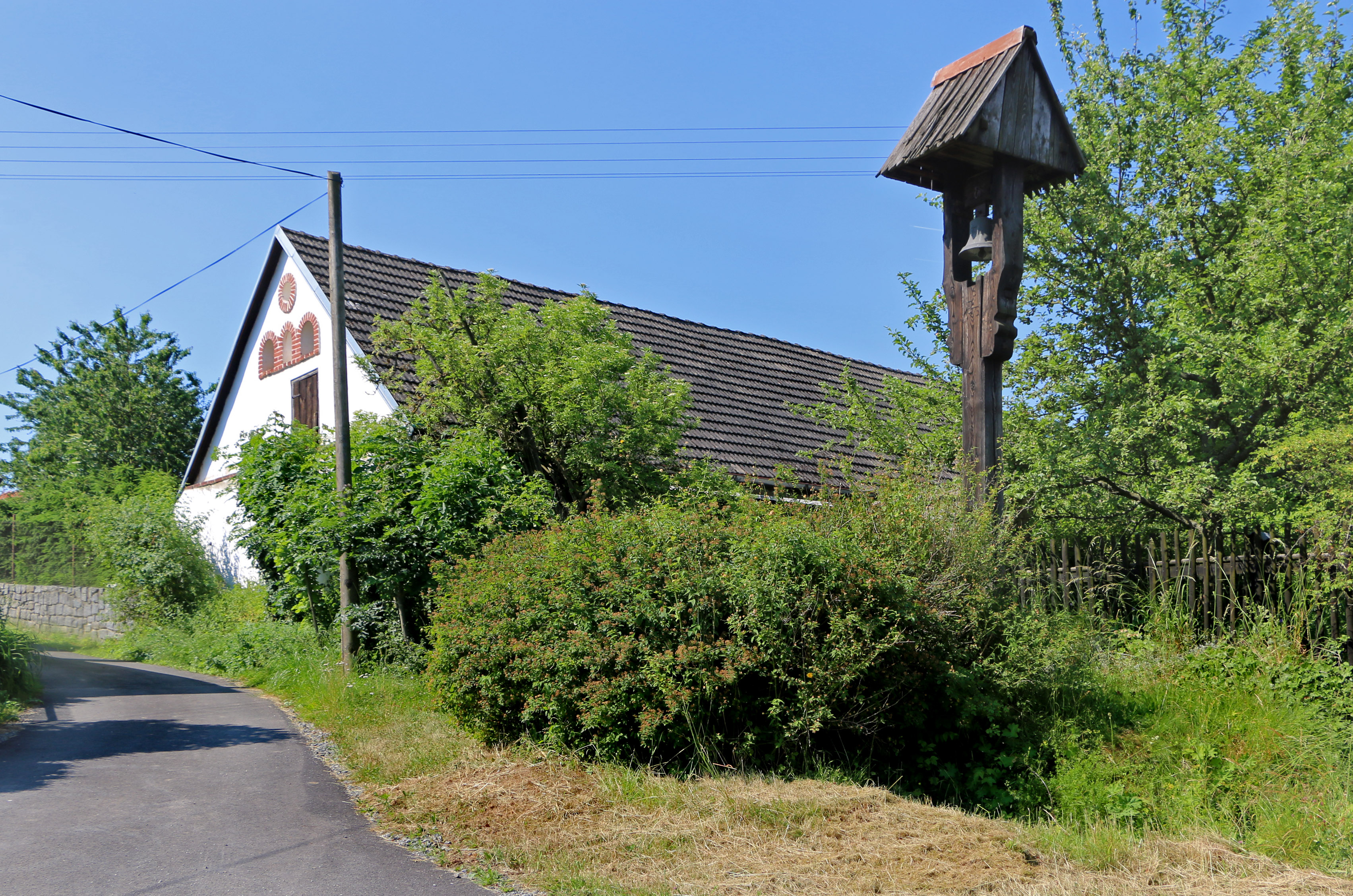
Dřevěná zvonice na návsi
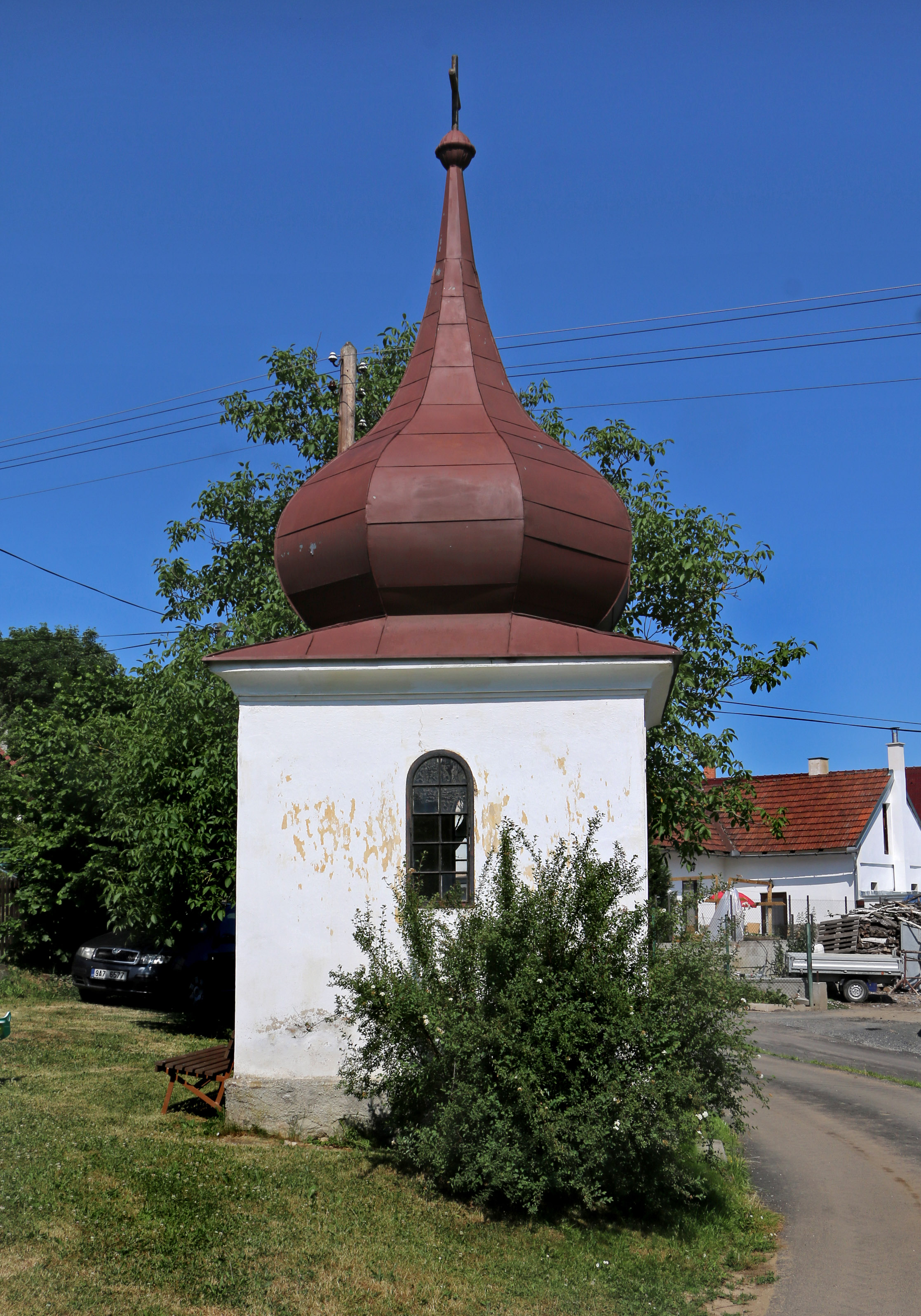
Kaple
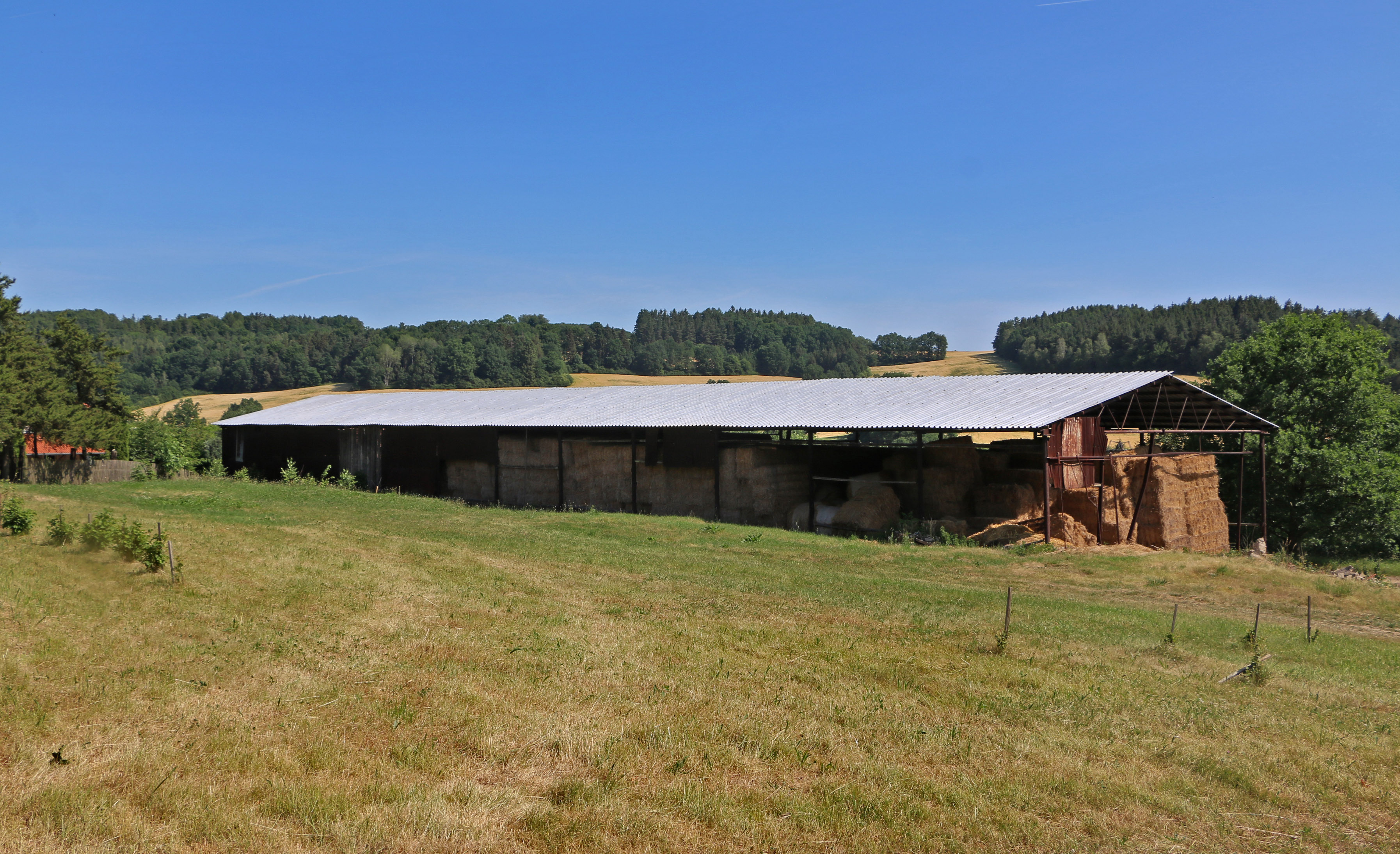
Seník před vesnicí